# Pattonsburg
Pattonsburg és una població dels Estats Units a l'estat de Missouri. Segons el cens del 2000 tenia 261 habitants.

## Demografia
Segons el cens del 2000, Pattonsburg tenia 261 habitants, 120 habitatges, i 75 famílies. La densitat de població era de 75,2 habitants per km².
Dels 120 habitatges en un 32,5% hi vivien nens de menys de 18 anys, en un 44,2% hi vivien parelles casades, en un 15% dones solteres, i en un 37,5% no eren unitats familiars. En el 35% dels habitatges hi vivien persones soles el 15,8% de les quals corresponia a persones de 65 anys o més que vivien soles. El nombre mitjà de persones vivint en cada habitatge era de 2,18 i el nombre mitjà de persones que vivien en cada família era de 2,8.
Per edats la població es repartia de la següent manera: un 25,7% tenia menys de 18 anys, un 9,6% entre 18 i 24, un 23,4% entre 25 i 44, un 22,6% de 45 a 60 i un 18,8% 65 anys o més.
L'edat mediana era de 41 anys. Per cada 100 dones de 18 o més anys hi havia 79,6 homes.
La renda mediana per habitatge era de 30.500 $ i la renda mediana per família de 41.875 $. Els homes tenien una renda mediana de 23.750 $ mentre que les dones 18.125 $. La renda per capita de la població era de 20.779 $. Entorn del 20,3% de les famílies i el 26,3% de la població estaven per davall del llindar de pobresa.

## Poblacions més properes
El següent diagrama mostra les poblacions més properes.